# Selim Ben Djemia
Selim Ben Djemia, né le 29 janvier 1989 à Thiais, est un footballeur international tunisien. Il évolue au poste de défenseur central entre 2008 et 2021.

## Biographie

### Clubs
Après douze ans passés au Centre de formation de football de Paris, Selim Ben Djemia s'engage en août 2007 au Genoa pour cinq ans. Durant la saison 2008-2009, il effectue le stage de pré-saison et intègre l'effectif professionnel, sans toutefois disputer un seul match. Le 7 mai 2009, il remporte la Copa Italia Primavera.
Il est ensuite prêté deux ans au Calcio Padoue, où évolue Giacomo Bonaventura et Matteo Darmian, au Frosinone Calcio puis au Red Star en France, avant de rejoindre la Roumanie, où il s'engage avec le FC Petrolul Ploiești ainsi que le FC Astra Giurgiu mais subit plusieurs blessures durant l'année.
C'est en juin 2013 que Selim Ben Djemia fait son retour en France, au sein du Stade lavallois pour un an plus un en option et finit par prolonger son contrat de trois ans.
Le 11 juillet 2015, Ben Djemia est transféré et s'engage pour trois ans avec le Club sportif sfaxien mais résilie au bout d'un an d'un commun accord. Il rejoint la Bulgarie en février 2017 et s'engage jusqu'en juin 2018 au Vereya Stara Zagora.
À l'expiration du contrat, il signe pour le club grec du PAS Lamia 1964. Le 11 janvier 2019, il s'engage avec le club roumain du FC Dunărea Călărași. Le 24 juillet 2020, libre de tout contrat pendant plus d'un an, il rejoint le club espagnol du CD Don Benito pour une saison.

### Équipe nationale
Selim Ben Djemia opte pour l'équipe de Tunisie et intègre le groupe junior à l'âge de 18 ans puis espoir par la suite. Il participe alors aux Jeux méditerranéens de 2009 à Pescara.
C'est en mai 2014 qu'il est convoqué pour la première fois avec l'équipe nationale A pour deux matchs amicaux contre la Corée du Sud et la Belgique. En janvier 2015, il fait partie des 23 joueurs sélectionnés pour la CAN 2015 en Guinée équatoriale.

## Carrière
- juillet 2008-juillet 2013 : Genoa (Italie)
  - juillet 2009-juin 2010 : Calcio Padoue (Italie)
  - juillet 2010-juin 2011 : Frosinone Calcio (Italie)
  - août 2011-janvier 2012 : Red Star (France)
  - février-juin 2012 : Fotbal Club Petrolul Ploiești (Roumanie)
  - juillet 2012-juin 2013 : Asociația Fotbal Club Astra Giurgiu (Roumanie)
- juillet 2013-juillet 2015 : Stade lavallois (France)
- juillet 2015-août 2016 : Club sportif sfaxien (Tunisie)
- février 2017-janvier 2018 : Vereya Stara Zagora (Bulgarie)
- février-juillet 2018 : PAS Lamia 1964 (Grèce)
- janvier-juillet 2019 : FC Dunărea Călărași (Roumanie)
- juillet 2020-juillet 2021 : CD Don Benito (Espagne)